# Kirsty Muir
Kirsty Muir (Aberdeen, 5 de mayo de 2004) es una deportista británica que compite en esquí acrobático.
Consiguió dos medallas de bronce en los X Games de Invierno de 2023, en las pruebas de big air y Slopestyle. Participó en los Juegos Olímpicos de Pekín 2022, ocupando el quinto lugar en el big air.

## Medallero internacional
| \| X Games de Invierno \| X Games de Invierno \| X Games de Invierno \| X Games de Invierno \| \| Año \| Lugar \| Medalla \| Prueba \| \| ------------------- \| ---------------------- \| ------------------- \| ------------------- \| \| 2023 \| Aspen (Estados Unidos) \| Medalla de bronce \| Big air \| \| 2023 \| Aspen (Estados Unidos) \| Medalla de bronce \| Slopestyle \| |                        |                   |            |
| X Games de Invierno |                        |                   |            |
| Año | Lugar                  | Medalla           | Prueba     |
| 2023 | Aspen (Estados Unidos) | Medalla de bronce | Big air    |
| 2023 | Aspen (Estados Unidos) | Medalla de bronce | Slopestyle |